# Valentín Nikoláyev
Valentín Aleksándrovich Nikoláyev (en ruso: Валентин Александрович Николаев; 16 de agosto de 1921, Yerovo — 9 de octubre de 2009, Moscú) fue un futbolista y entrenador soviético. Jugó como delantero, principalmente para el CSKA Moscú e internacional por la Unión Soviética, equipos a los que también dirigió como entrenador.

## Trayectoria
Valentín Nikoláyev desarrolló prácticamente toda su carrera en el CSKA Moscú, equipo en el que se convirtió en uno de los máximos goleadores históricos y miembro del histórico equipo de los tenientes del club moscovita. Tras la polémica disolución del CSKA por el gobierno estalinista en 1952, Nikolayev tuvo que cambiar de club. Sus últimos años los pasó en un equipo de Kalinin y en el MVO Moscú.
Como entrenador dirigió al CSKA entre 1964-1965 y 1970-1973, al SKA Khabarovsk y a la selección de la Unión Soviética entre 1970-1973. Desde 1974 hasta 1985 dirigió a la selección soviética sub-21, con la que logró dos campeonatos de Europa.